# Xã Field, Quận Nelson, Bắc Dakota
Xã Field (tiếng Anh: Field Township) là một xã thuộc quận Nelson, tiểu bang Bắc Dakota, Hoa Kỳ. Năm 2010, dân số của xã này là 44 người.